# لوتش دمشق
لوتش دمشق (الاسم العلمي:  Oxynoemacheilus panthera) وتسمى أيضا باللوتش النمري وهو أحد أنواع الأسماك شعاعيات الزعانف من فصيل الشبوطيات. تتواجد فقط ضمن مجرايين نهريين وهما نهر بردى ونهر الأعوج في حوض دمشق في سوريا. يعتقد أنه تمت خساره حوالي 90% من تعداد هذا النوع من اللوتش بسبب استخراج المياه وجفاف مجاري المياه التي نشأ بها وتفاقم ذلك بسبب معدل الهطول المنخفض جراء تغير المناخ.